# Henri Maillardet

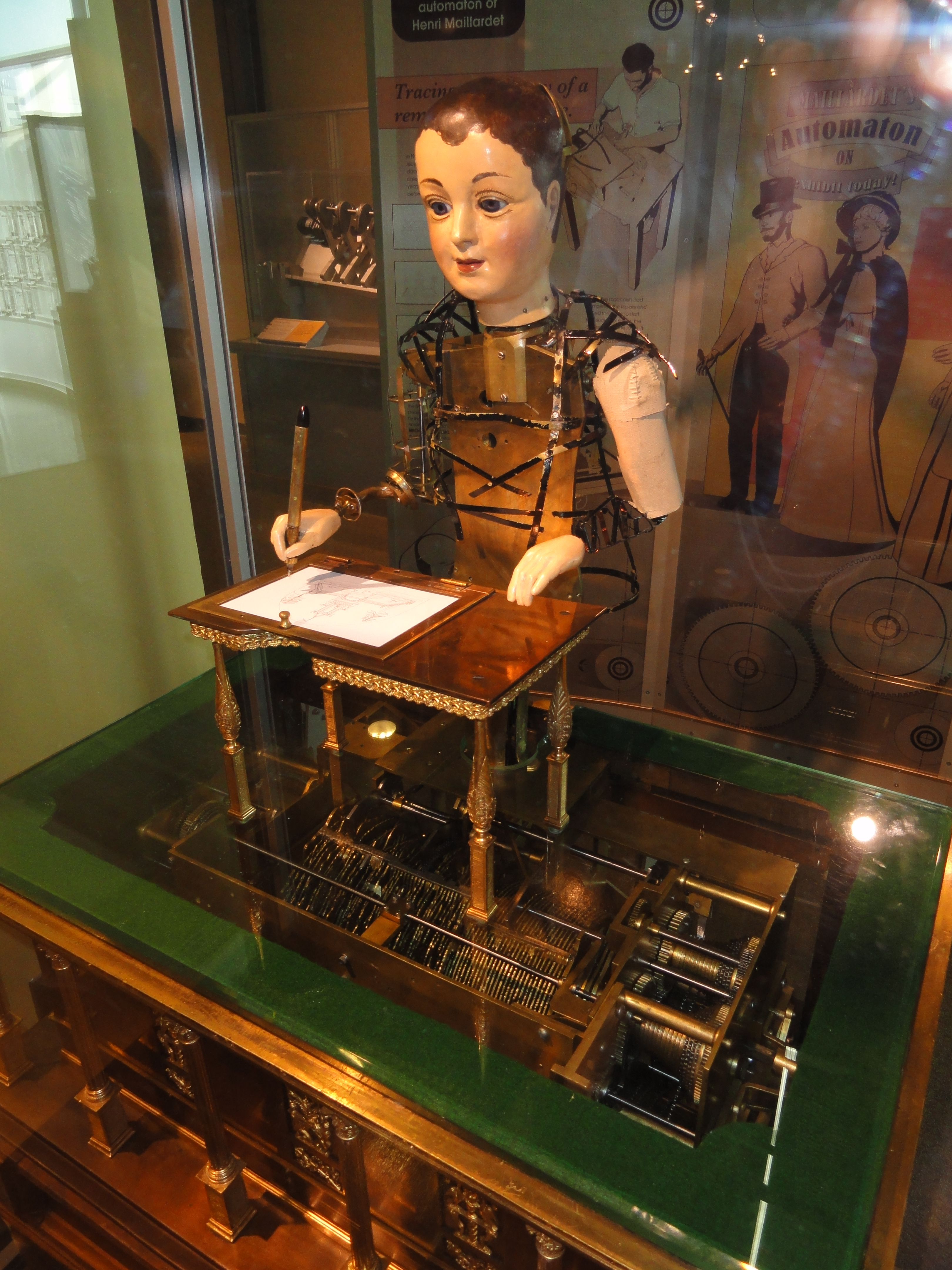
Automate de Henri Maillardet

Henri Maillardet, né en 1745 et mort en 1830, est un mécanicien suisse du XVIIIe siècle, travaillant à Londres à la création d'horloges et d'autres mécanismes. Il a travaillé dans les magasins de Pierre Jaquet-Droz, créateur de montres, horloges, et d'automates.

## Biographie
Avec ses frères Jacques-Rodolphe et Jean-David Maillardet, Henri mit au point une série d'automates représentant des magiciens et autres devins à pendule.
En 1805, Henri Maillardet construisit un automate à ressorts capable de faire des dessins et d'écrire des poèmes à la fois en français et en anglais. Le mouvement de la main est produit par une série de cames situés à la base de l'automate, produisant les mouvements nécessaires à la réalisation de quatre dessins et de trois textes. 
Quand il fut présenté pour la première fois à l'institut Franklin de Philadelphie en novembre 1928, l'origine de cet automate était inconnue. L'automate avait été légué à l'Institution par les descendants de John Penn Brock, une famille qui savait qu'à un moment donné, il avait été capable d'écrire et de dessiner des images. La famille Brock pensait que la machine avait été fabriquée en France par un inventeur bavarois nommé Maëlzel.
Le restaurateur et ingénieur papetier Andrew Baron (en) a passé environ 70 heures en 2007 à réparer l'automate Maillardet (celui-ci avait été endommagé dans un incendie). Une fois restauré et remis en état de marche, c'est l'automate même qui indiqua son origine en écrivant en français « Ecrit par L'Automate de Maillardet »

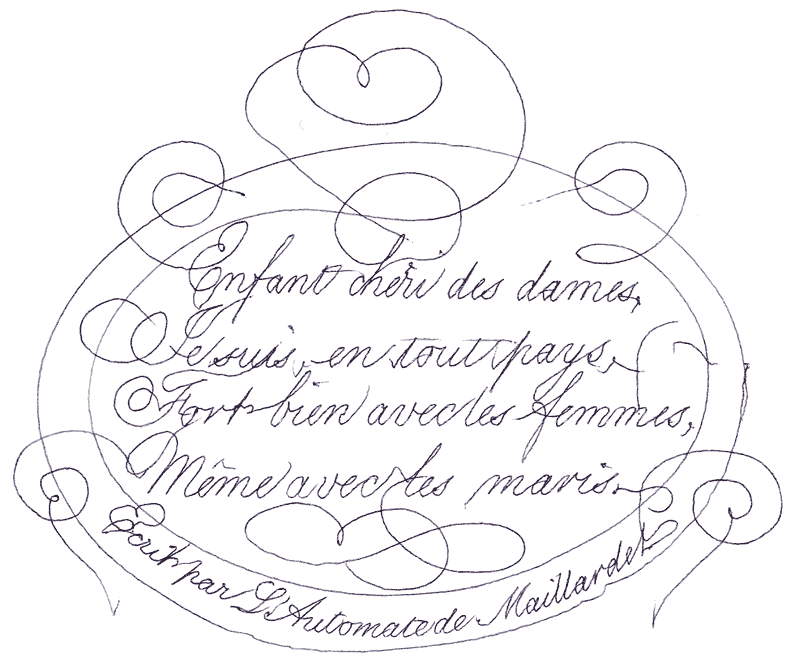
Poème écrit par l'automate et signé par Maillardet (vers 1800)
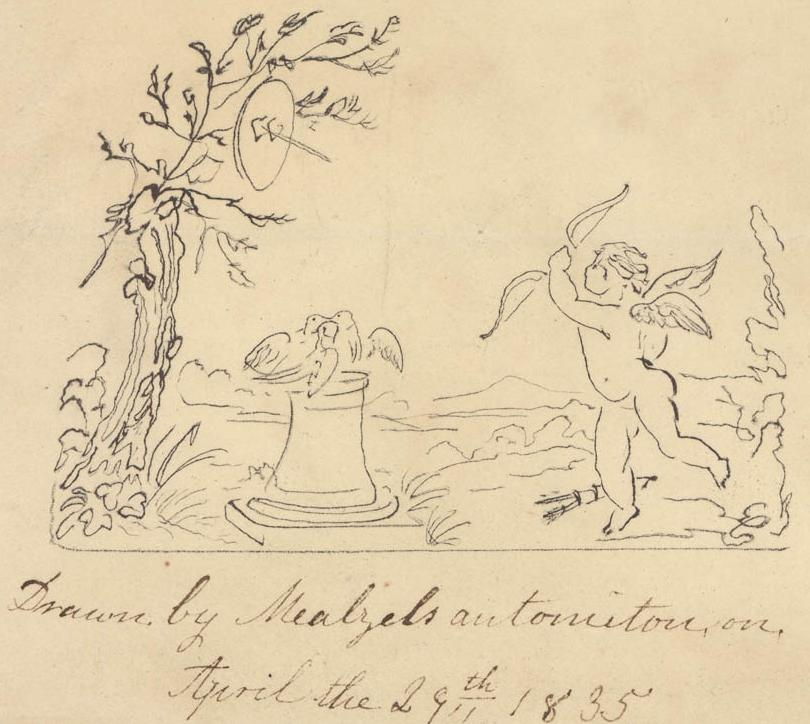
Dessin représentant Cupidon, supposé avoir été produit par l'automate Maillardet, le 29 avril 1835

Cet automate inspira le roman pour enfants L'Invention de Hugo Cabret de Brian Selznick, dont le film  Hugo Cabret en est l'adaptation cinématographique.
Maillardet est mort en 1830 à Malines, Belgique.  Il est enterré là-bas.